# Kåseberga
Kåseberga é uma pequena localidade da Suécia, situada na província histórica da Escânia.

Tem cerca de 135 habitantes, e pertence à Comuna de Ystad.

Em Kåseberga fica o monumento megalítico de 67 m conhecido como Pedras de Ale.

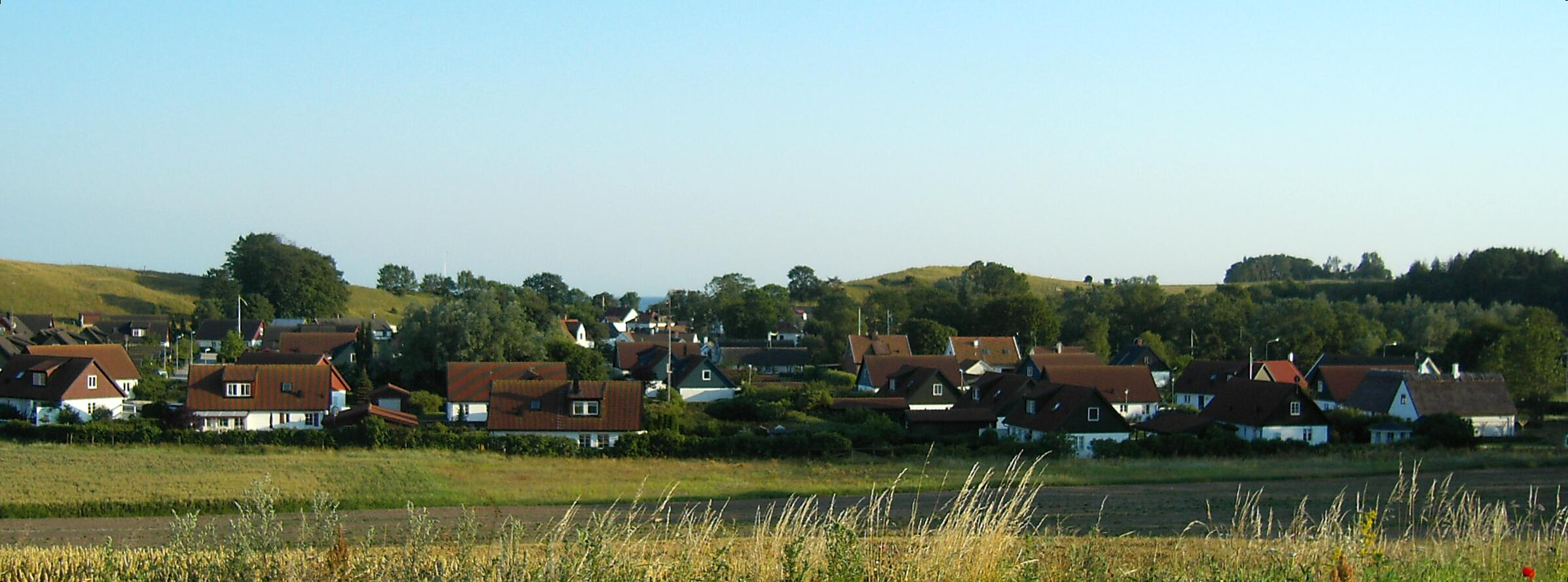
Vista panorâmica de Kåseberga